# Павел Гапал
Павел Гапал (чеськ. Pavel Hapal, нар. 27 липня 1969, Кромержиж) — чеський футболіст, що грав на позиції півзахисника. По завершенні ігрової кар'єри — тренер. З 2018 року очолює тренерський штаб національної збірної Словаччини.
Виступав, зокрема, за клуб «Баєр 04», а також національну збірну Чехії.
Чемпіон Чехії. Володар Кубка Чехословаччини. Володар Кубка Німеччини.

## Клубна кар'єра
У дорослому футболі дебютував 1986 року виступами за команду клубу Сігма (Оломоуць), в якій провів два сезони, взявши участь у 29 матчах чемпіонату.
Згодом з 1988 по 1992 рік грав у складі команд клубів «Дукла» (Прага) та Сігма (Оломоуць).
Своєю грою за останню команду привернув увагу представників тренерського штабу клубу «Баєр 04», до складу якого приєднався 1992 року. Відіграв за команду з Леверкузена наступні три сезони своєї ігрової кар'єри. Більшість часу, проведеного у складі «Баєра», був основним гравцем команди. За цей час виборов титул володаря Кубка Німеччини.
Протягом 1995—2001 років захищав кольори клубів «Тенерифе», Сігма (Оломоуць) та «Спарта» (Прага). Протягом цих років додав до переліку своїх трофеїв титул чемпіона Чехії.
Завершив професійну ігрову кар'єру у клубі «Динамо» (Ч. Будейовіце), за команду якого виступав протягом 2002 року.

## Виступи за збірні
У 1991 році дебютував в офіційних матчах у складі національної збірної Чехословаччини, а з 1994 грав за національну збірну Чехії. Протягом кар'єри у чехословацькій національній команді, яка тривала 3 роки, провів у її формі 21 матч, згодом ще 10 ігор протягом трьох років провів за чеську збірну, забив за останню один гол.

## Кар'єра тренера
Розпочав тренерську кар'єру невдовзі по завершенні кар'єри гравця, 2003 року, очоливши тренерський штаб клубу «Опава», де пропрацював з 2003 по 2004 рік.
У 2005 році став головним тренером команди «Банік», тренував команду з Острави один рік.
Згодом протягом 2009–2011 років очолював тренерський штаб клубу «Жиліна».
У 2011 році прийняв пропозицію попрацювати у клубі «Заглемб'є» (Любін). Залишив команду з Любіна 2013 року.
Протягом 3 років, починаючи з 2015, був головним тренером молодіжної збірної Словаччини.
У 2018 році запрошений керівництвом клубу «Спарта» (Прага) очолити команду.
Протягом тренерської кар'єри також очолював команди клубів «Тескома» (Злін), «Нітра», «Млада Болеслав» та «Сениця».
22 жовтня 2018 року очолив тренерський штаб національної збірної Словаччини.

## Титули і досягнення
Гравець
- Чемпіон Чехії (1):

«Спарта» (Прага): 1999–2000
- Володар Кубка Чехословаччини (1):

«Дукла» (Прага): 1989–1990
- Володар Кубка Німеччини (1):

«Баєр 04»: 1992–1993
Тренер
- Чемпіон Словаччини (1):

«Жиліна»: 2009–2010